# کلرمون (ابیتیبی-تمیسکامنگ)
کلرمون، ابیتیبی-تمیسکامنگ (به فرانسوی: Clermont) بخشی در منطقه شهری آبیتیبی-وست ناحیه آبیتیبی-تمیسکامنگ در استان کبک کانادا است. در سرشماری سال ۲۰۱۱ این بخش ۵۶۸ نفر جمعیت داشته‌است و مساحت آن ۱۵۵٫۸۹ کیلومتر مربع است.